# Філяковський Град
Філяковскій Град (словац. Fiľakovský hrad) — замок у Філяково (Словаччина).

## Місцезнаходження
На Підградській вулиці в Філяково.

## Історія
В XII столітті на пагорбі виникає кам'яна фортеця, одна з небагатьох, яку не взяли монголо-татари. Фортеця вперше згадується в 1242 році. У 1483 році війська короля Матьяша Хуньяді взяли фортецю, що належала тоді заколотнику Штефану Перені, штурмом. У 1551 році фортецю модернізували, але в 1554 її захопили хитрістю турки — турецький раб, службовець на фортеці, відчинив їм двері. Інші джерела вказують, що зрадниками були німецькі ландскнехти. Так Філяково стало центром санджаку. У 1593 році австрійська армія підготувала наступ. 19 листопада військо Крістофа Тіффенбаха почало облогу фортеці. 27 листопада фортеця впала, після цього турки добровільно залишили фортеці Шалгов і Шомошка. У 1682 році заколотники Текелі з 60-тисячною турецькою армією узяли фортецю і підірвали. У 1972 р. почалася реконструкція.

## Музей
У Бебековій вежі.